# マーティン・エヴァンズ
マーティン・ジョン・エヴァンズ（Martin John Evans、1941年1月1日 - ）は、イギリスの生物学者。1981年に発見した幹細胞の培養法やノックアウトマウス、遺伝子標的法の技術の開発で知られる。2007年にマリオ・カペッキ、オリヴァー・スミティーズとともにノーベル生理学・医学賞を受賞した。
グロスタシャー生まれ。既婚で、息子が2人と娘が1人いる。妻のジュディス・エヴァンズは画家クリストファー・ウィリアムズの孫であり、1993年に看護士としての業績が認められて大英帝国勲章第5位を受けた。

## 経歴
- 1963年 - ケンブリッジ大学クライスツ・カレッジを卒業。
- 1969年 - ユニヴァーシティ・カレッジ・ロンドンで博士号を取得。
- 1966年-1978年 - ユニヴァーシティ・カレッジ・ロンドンで解剖学、発生学の講師。博士、学部生の指導。
- 1978年-1999年 - ケンブリッジ大学。1980年からはマシュー・カウフマンの助教授。
- 1999年-現在 - カーディフ大学の生物学部長及び哺乳類遺伝学教授。

## 受賞・栄典
- 1993年3月11日 - 王立協会フェロー
- 1998年 - イギリス医学アカデミーフェロー
- 1999年5月3日 - 発生生物学マーチ・オブ・ダイムズ賞
- 2001年9月21日 - マリオ・カペッキ、オリヴァー・スミティーズとともにアルバート・ラスカー基礎医学研究賞
- 2002年 - マウントサイナイ医科大学より名誉博士号
- 2004年1月1日 - ナイトの称号
- 2005年7月19日 - バス大学より名誉博士号
- 2006年 - トムソン・ロイター引用栄誉賞
- 2007年10月8日 - マリオ・カペッキ、オリヴァー・スミティーズとともにノーベル生理学・医学賞
- 2009年 - コプリ・メダル

## 幹細胞研究
1981年、エヴァンズとカウフマンは、マウスの胚盤胞より幹細胞を分離し、培養に成功したと発表した。これは同年、ゲイル・マーティンによっても達成されていたが、その培養された幹細胞の扱いやすさによって、生殖細胞に遺伝子特異的な変異を導入することやトランスジェニックマウスを作成することが可能となった。これは、エヴァンズがマサチューセッツ工科大学のホワイトヘッド研究所で働いていた時のことだった。
エヴァンズらは培養中の幹細胞に新しい遺伝子を導入した形質転換幹細胞を用いてキメラ胚ができることも示した。いくつかのキメラ胚は配偶子まで作り、マウスの次の世代にも導入した変異を残すことが可能となった。またヒポキサンチン-グアニン ホスホリボシルトランスフェラーゼ（HPRT）を導入したトランスジェニックマウスを作ることにも成功した。HPRT変異はレトロウイルスを用いて挿入されたが、この遺伝的組換えを用いたトランスジェニックマウスの作成法は後にオリヴァー・スミティーズ、マリオ・カペッキの研究室で完成された。